# East Tilbury
East Tilbury – wieś w Anglii, w hrabstwie ceremonialnym Essex, w dystrykcie (unitary authority) Thurrock. Leży 31 km na południe od miasta Chelmsford i 39 km na wschód od Londynu. W 2019 miejscowość liczyła 5484 mieszkańców.
W 1932 w miejscowości powstał jeden z zakładów Baty.

## Związani z East Tilbury
- Anne-Marie – brytyjska piosenkarka urodzona w East Tilbury 7 kwietnia 1991